# Theridula huberti
Theridula huberti är en spindelart som beskrevs av Benoit 1977. Theridula huberti ingår i släktet Theridula och familjen klotspindlar. Inga underarter finns listade i Catalogue of Life.